# マーク・エルダー
マーク・エルダー（英語: Mark Elder, 1947年6月2日 - ）は、イギリスの指揮者。

## 経歴
1947年ノーサンバーランド州 Hexham 生まれ。1971年にロイヤル・リヴァプール・フィルハーモニー管弦楽団を振ってデビューする。以後イギリスを中心に活躍する。特にイングリッシュ・ナショナル・オペラの音楽監督時代（1979年～1992年）に、総監督のピーター・ジョナスと組んで数々の意欲的なオペラ上演を行った。1981年にはバイロイト音楽祭にデビュー、コヴェント・ガーデン、メトロポリタン・オペラなどの歌劇場の他、ロンドンのプロムスなどに出演して好評を博している
。
1989年から1994年までロチェスター・フィルハーモニー管弦楽団音楽監督、2000年からハレ管弦楽団の音楽監督を務め、2024年に退任した。